# Rogelio de la Rosa

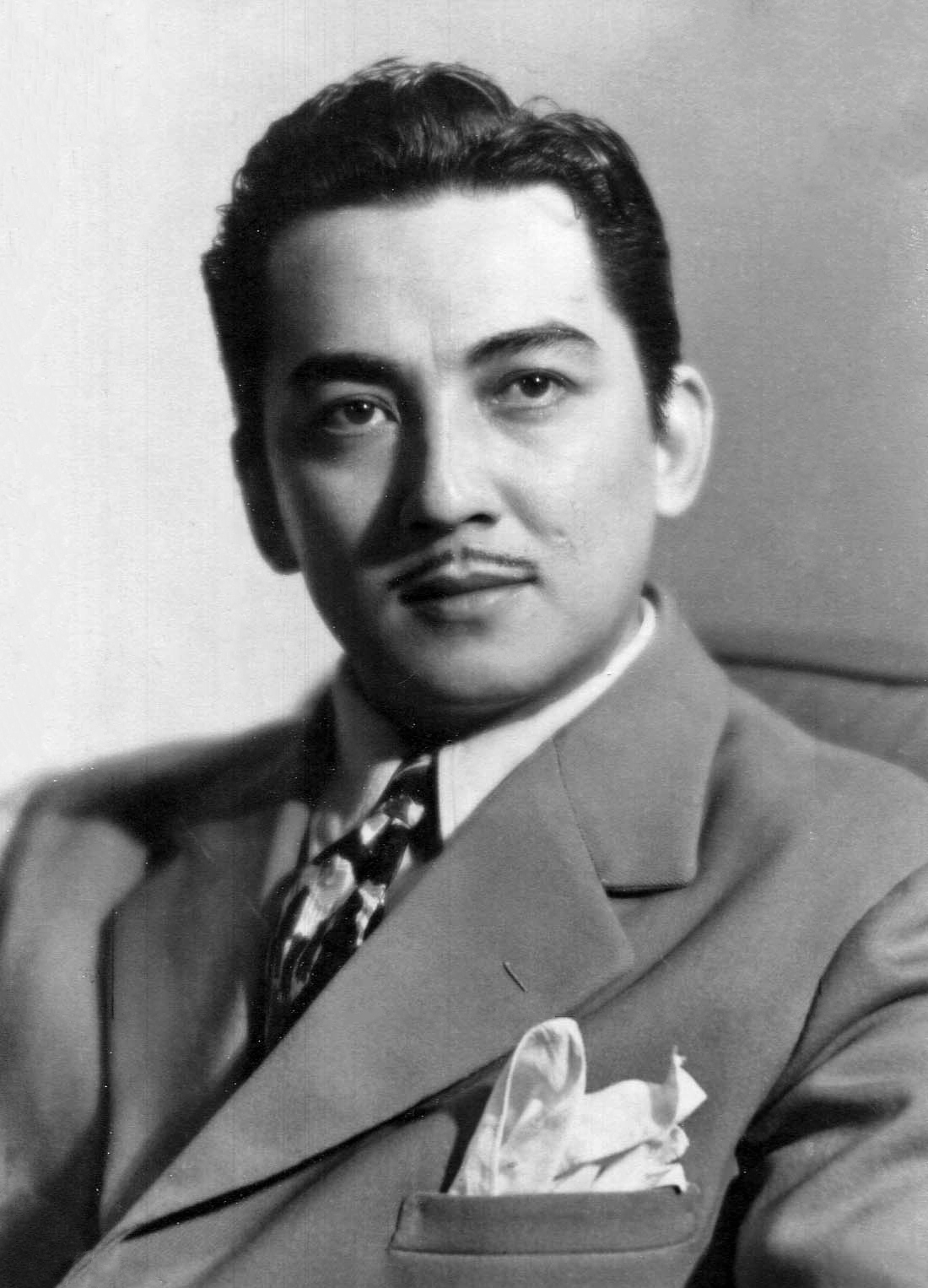
Rogelio de la Rosa

Rogelio de la Rosa (Lubao, 12 november 1916 – 10 november 1986) was Filipijns acteur, politicus en diplomaat. Hij begon als acteur in 1932 en groeide in de jaren 50 uit tot een van de meest populaire Filipijnse acteurs van die tijd. In 1957 was hij de eerste acteur die in de Senaat van de Filipijnen werd gekozen. Na zijn termijn van zes jaar was hij Filipijns ambassadeur in diverse landen, waaronder Nederland.

## Biografie
Rogelio de la Rosa werd geboren als Regidor de la Rosa op 12 november 1916 in Lubao in de Filipijnse provincie Pampanga. Zijn ouders waren Feliciano de la Rosa en Rosario Lim. Al tijdens zijn middelbareschoolopleiding in Lubao speelde De la Rosa regelmatig in zarzuelas in zijn woonplaats. In deze periode kreeg hij van zijn oom José Nepomuceno een rol in de film Ligaw na Bulaklak, waarin hij de tegenspeler was van Rosa del Rosario. Het was ook zijn oom die hem zijn artiestennaam gaf. De la Rosa behaalde nog wel zijn Associate degree Liberal Arts aan de Far Eastern University, maar stopte nadien met zijn vervolgopleiding, omdat hij steeds drukker werd met optredens en acteerwerk. De la Rosa stond bekend om zijn knappe verschijning en speelde veel rollen als galante minnaar in films met tegenspeelsters als Rosa del Rosario, Carmen Rosales, Elsa Oria en Corazon Noble.
Tijdens de Tweede Wereldoorlog was hij enkele jaren actief als majoor in een guerrillagroepering. Ook was hij acteur in toneelstukken in het Life Theatre in Quiapo in Manilla. Na de oorlog keerde De la Rosa weer terug in de filmindustrie en groeide hij in de jaren 50 uit tot een van de meest populaire Filipijnse acteurs. De rollen die hij na de oorlog speelde waren minder oppervlakkig als voor de oorlog. Hij speelde ook een rol in de Amerikaanse Hollywoodfilm The Avenger en was daarmee de eerste Filipijnse acteur die deze eer te beurt viel. In 1956 won De la Rosa een FAMAS Award voor beste acteur voor zijn rol in de film Higit sa Lahat.
In 1957 werd De la Rosa voor een termijn van zes jaar gekozen in de Senaat van de Filipijnen. Hij was daarmee de eerste acteur die zijn populariteit gebruikte om gekozen te worden in de Senaat. Later zouden vele van zijn collega's zijn voorbeeld volgen. In de Senaat zette hij zich in voor onderwerpen als de visserij en de landbouw en was daarbij een pleitbezorger voor de nationalisatie van deze bedrijfstakken. Daarnaast hadden onderwerpen die te maken hadden met de Filipijnse filmindustrie zijn aandacht. Zo was hij een van de auteurs van de wet die zou leiden tot de oprichting van de Board of Censors.
In 1961 besloot De la Rosa het als onafhankelijk kandidaat in de presidentsverkiezingen op te nemen tegen zittend president Carlos Garcia en zijn andere uitdager, zijn voormalige zwager en vicepresident Diosdado Macapagal. Tijdens zijn campagne trok hij grote menigten, maar toch besloot hij zich halverwege terug te trekken uit de strijd. Hij was bang dat de stemmen in de regio Visayas verdeeld zouden raken tussen Macapagal en hemzelf, waardoor Garcia de verkiezingen uiteindelijk zou winnen en politieke veranderingen uit zouden blijven. De verkiezingen werden hierna gewonnen door Macapagal.
Na afloop van zijn termijn als Senator deed De la Rosa bij de verkiezingen van 1963 opnieuw mee aan de Senaatsverkiezingen. Hij eindigde echter op de 15e plek, onvoldoende voor een nieuwe termijn. In 1965 werd hij benoemd tot ambassadeur in Cambodja. Later was hij ambassadeur voor de Filipijnen in Nederland en tegelijkertijd was hij ambassadeur voor Polen, Bulgarije en Tsjecho-Slowakije. In 1984 deed De la Rosa mee aan de verkiezingen voor de Batasang Pambansa, het door Ferdinand Marcos ingestelde interim parlement. Hij werd echter niet verkozen.
De la Rosa overleed in 1986 vlak voor zijn 70e verjaardag aan een hartaanval en werd begraven in het Loyola Memorial Park in Marikina. Hij trouwde tweemaal. Zijn tweede vrouw was actrice Lota Delgado. Met haar kreeg hij zes kinderen. Zijn zus Purita de la Rosa was de eerste vrouw van president Diosdado Macapagal